# Överenhörna församling
Överenhörna församling var en församling i Strängnäs stift och i Södertälje kommun i Stockholms län. Församlingen uppgick 1948 i Enhörna församling.

## Administrativ historik
Församlingen har medeltida ursprung under namnet Husaby Enhörna församling.
Församlingen utgjorde till 1405 ett eget pastorat för att därefter bilda pastorat med Ytterenhörna församling. Överenhörna församling var pastoratets moderförsamling till 1 maj 1920. Församlingarna uppgick 1948 i Enhörna församling.

## Organister och klockare
| Ämbetstid | Namn                 | Levnadstid | Kommentarer                           |
| --------- | -------------------- | ---------- | ------------------------------------- |
| 1681-1704 | Anders               |            | Klockare                              |
| 1705-1711 | Gustaf               |            | Klockare                              |
| 1716      | Gösta                |            | Klockare                              |
| 1730-1733 | Erik Andersson       | 1689-1733  | Klockare                              |
| 1734      | Johan Davidsson      |            | Klockare                              |
| 1735-1738 | Daniel Danielsson    |            | Klockare                              |
| 1738-1740 | Bengt Möller         |            | Klockare                              |
| 1741      | Erik Norbing         |            | Organist                              |
| 1741-1744 | Anders Persson       |            | Klockare                              |
| 1744-1758 | Bengt Möller         | 1709-1758  | Klockare och organist                 |
| 1758      | Anders Möller        |            | Klockare                              |
| 1760-1761 | Petter Hultman       |            | Klockare                              |
| 1762-1777 | Anders Svensson      | 1718-1777  | Klockare                              |
| 1778-1784 | Anders Boman         | 1741-      | Klockare                              |
| 1785-1810 | Jonas Netzén         | 1738-      | Klockare och organist                 |
| 1892-1924 | P. Gottfried Larsson | 1870-1924  | Folkskollärare, klockare och organist |

## Kyrkor
- Överenhörna kyrka